# Tomas Schmit
Pour les articles homonymes, voir Schmit.

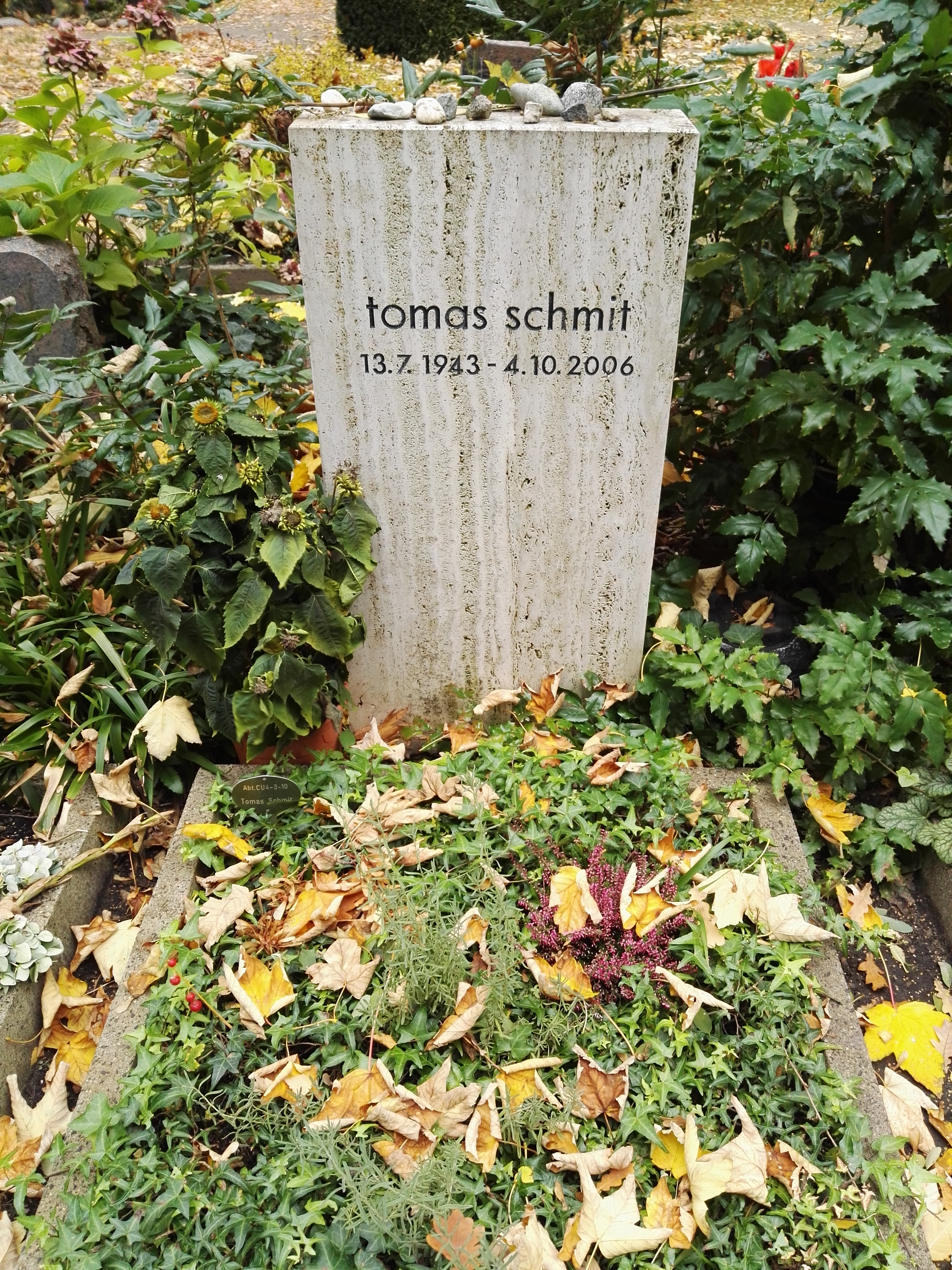
Tombe de Tomas Schmit au Friedhof der Dorotheenstädt.

Tomas Schmit, né le 13 juillet 1943 à Thier (de), actuellement partie de Wipperfürth, et mort le 4 octobre 2006 à Berlin (Allemagne), est un artiste allemand.
Également auteur, Schmit et l'un des pionniers du mouvement Fluxus du début des années 1960. Au cours des quarante années suivantes, il développe un travail ramifié de dessins, textes, livres et concepts de livres d'artistes. De la fin des années 1960 jusqu'à sa mort, il expose continuellement dans des galeries internationales. Avec ses séries de dessins, il est représenté dans des musées et des collections renommés (parmi lesquels le Museum Ludwig, à Cologne et la collection Harald Falckenberg, à Hambourg. Ses œuvres sont représentées par les galeries Michael Werner à Cologne / New York, Marlene Frei à Zurich, Rudolf Springer et Barbara Wien à Berlin et par Edition Armin Hundertmark. Les archives Tomas Schmit sont consacrées à sa vie et à son travail.

## Carrière
Tomas Schmit a joué un rôle considérable dans la remise en question radicale de l'art civil et dans les approches de la nouvelle esthétique. C'est sa correspondance avec George Maciunas qui a rendu possible une discussion théorique sur le concept politique et esthétique de la période Fluxus. En tant qu'artiste, il a participé à des événements Fluxus qui sont aujourd'hui considérés comme des étapes importantes dans l'art des années 1960. Il organise l'événement mythique "20 juillet TU Aachen" 1964 (avec Joseph Beuys, Arthur Køpcke, Wolf Vostell et Nam June Paik, entre autres). En 1982, dans le livre 1962 Wiesbaden Fluxus 1982, il écrit le texte théorique "à propos de", qui constitue l'une des rares évaluations approfondies des idées de Fluxus du point de vue de l'artiste.
Nam June Paik, George Brecht, Arthur Köpcke, Ludwig Gosewitz et Dieter Roth, pour ne citer que quelques-uns, sont des amis et des collègues avec qui il a travaillé, qui l’ont apprécié en raison de sa position artistique conséquente et qui ont écrit sur lui. C'est également Dieter Roth qui lui décerna en 1982 la bourse du prix Rembrandt qui lui avait été décerné. En 1986, le prix Kurt-Schwitters de la ville de Hanovre lui est attribué.